# Vila Malanza
Vila Malanza é uma vila no distrito de Caué na ilha de São Tomé em São Tomé e Príncipe. Sua população é de 550 (censo de 2012). Vila Malanza fica 1,5 km ao norte de Porto Alegre e 17 km a sudoeste de São João dos Angolares.

## Inundações
A Vila Malanza se localiza entre o mar e diversos cursos d'água, sendo atravessada por um rio e com chuvas ao longo de todo o ano. É, por isto, frequentemente ameaçada por enchentes e inundações, elemento que tende a se agravar em decorrência das mudanças climáticas. Por este motivo, realizou-se um projeto fruto de parceria entre o Banco Mundial e o Fundo Global para o Meio Ambiente, para mitigar o problema de cheias. Foram instaladas diversas infraestruturas de proteção das cheias, visando proteger as casas da vila, em sua maioria construídas de madeira.